# Muàwiya ibn Hixam
Muàwiya ibn Hixam ibn Abd-al-Màlik ibn Marwan fou un príncep omeia, fill més gran del califa Hixam (724-743) que el va designar com a hereu al pujar al tron.
Per orde del seu pare va participar en les saifa de cada estiu des del 724 a la seva mort. Va morir prematurament a una data incerta entre el 735 i el 737 quan tenia uns 30 anys. Fou el pare del príncep Abd al-Rahman al-Dakhil, que va fugir a la península Ibèrica i va instaurar un emirat omeia a Còrdova. Va tenir en total 13 fills.